# داردانوس (پسر زئوس)
داردانوس (به یونانی: Δάρδανος)، در اسطوره‌های یونان، بنیان‌گذار شهر داردانیا است. 
داردانوس، پسر زئوس و پلئیاد الکترا، شخصیت مهمی در اساطیر یونان بود. او برادر ایاسیون و گاهی هارمونیا و اماتیون بود. داردانوس که اصالتاً اهل آرکادیا بود، با کرایس ازدواج کرد که از او دو پسر به نام‌های ایدائوس و دیماس به دنیا آمد. پس از یک سیل بزرگ، داردانوس و مردمش در ساموتراس ساکن شدند و سرانجام به دلیل کیفیت پایین این سرزمین به آسیای صغیر نقل مکان کردند. در آئنید ویرژیل، گفته می شود که داردانوس در اصل از ایتالیا آمده است، جایی که مادرش الکترا با کوریتوس، پادشاه تارکینیا ازدواج کرده است.
داردانوس بعدها با باته، دختر پادشاه توسر ازدواج کرد و شهر داردانوس را در کوه آیدا تأسیس کرد که پایتخت پادشاهی او شد. او همچنین شهر تیمبرا را تأسیس کرد و با انجام جنگ های موفقیت آمیز علیه همسایگان خود، پادشاهی خود را گسترش داد. داردانوس از باته آ صاحب چند فرزند شد، از جمله ایلوس، اریشتونیوس، ایدئا و زاکینتوس. او 64 یا 65 سال پادشاهی کرد تا اینکه پسرش اریشتونیوس یا در برخی روایت ها ایلوس جانشین او شد.
فرزند زئوس و الکترا بود. او را سر سلسله‌ٔ داردانیان می‌دانند.
داردانوس اولین پادشاه تروا محسوب می‌شود. به روایتی فرزند هارمونیا و کادوموس و از نوادگان زئوس بود.